# Nagy londoni szmog
A nagy londoni szmog egy komoly légszennyezéssel járó időjárási jelenség volt 1952 decemberében Londonban. Egy szokatlanul hideg időszakban, amikor egy hatalmas anticiklon telepedett a Brit-szigetek fölé, emiatt a légmozgás gyakorlatilag leállt, a főként szén égetéséből származó szennyezőanyagok részecskéi vaskos füstködöt alkottak. 1952. december 5-én péntektől december 9-én keddig tartott, majd gyorsan feloszlott, ahogy az időjárási körülmények megváltoztak.
A szmog hatalmas káoszt okozott, mert drasztikusan lecsökkentette a látótávolságot, még az épületeken belül is, sokkal jobban, mint a korábban tapasztalt szmogok. Kormányzati jelentések szerint legalább négyezer ember halt meg a szmog következtében december 8-ig, és további százezer ember szenvedett egészségkárosodást a légutak megbetegedése miatt. A legújabb kori kutatások szerint az áldozatok száma még ennél is több lehetett.
London már a XIII. század óta szenvedett a légszennyezéstől, ami az 1600-as évektől kezdve csak romlott. A nagy szmog volt az Egyesült Királyság történetében a legsúlyosabb, és jelentős volt abból a szempontból, hogy környezetvédelmi kutatásokat, kormányzati szabályozásokat, valamint a lakosság tájékoztatását vonta maga után a levegő szennyezettsége és az egészségvédelem között. Számos szabályt meg kellett változtatni, 1956-ban pedig a tiszta levegőről szóló törvényt fogadtak el.

## Háttere
Közvetlenül a szmog előtt szokatlanul hideg volt az időjárás, ami arra késztette a londoniakat, hogy több szenet égessenek, mint általában. Míg a jobb minőségű feketekőszenet (antracitot) jellemzően exportálta az ország, hogy a második világháborús adósságait így fizesse vissza, gyengébb minőségű, nagyobb kéntartalmú szénfélével (jellemzően lignittel) tüzeltek. Emiatt a kén-dioxid mennyisége megnőtt a légkörben. London környékén számos széntüzelésű erőmű is működött: Fulhamben, Battersea-ben, Bankside-ban, Greenwichben, és Kingston upon Thames-ben, ami csak súlyosbította a helyzetet. Az Egyesült Királyság Meteorológiai Intézete szerint 1000 tonna füstrészecske, 140 tonna sósav, 14 tonna fluorvegyület, és 370 tonna kén-dioxid került a levegőbe, mely aztán 800 tonna kénsavvá alakult át. A kutatások szerint a például Battersea-ben működő szennyezést gátló módszerek éppen hogy növelték a szennyezettséget: a kéményeken kiömlő gázok kimosásával csökkent azok hőmérséklete, ami miatt nem emelkedtek a magasba, hanem a felszín közelében szétterültek.
A járművek által kibocsátott szennyeződés is sokat rontott a helyzeten: a gőzmozdonyok és a nemrég megszüntetett villamosok helyett üzembe helyezett dízelüzemű buszok is szennyezték a levegőt.
1952. december 4-én egy anticiklon érte el a légmozgás nélküli Londont, ami egy inverziót hozott létre: a hideg levegő megrekedt a felette húzódó meleg légrétegek alatt. Az emiatt keletkező köd vegyült a tüzelés során keletkező, a járművek üzemeltetése során létrejövő részecskékkel valamint más szennyező anyagokkal, mint a kén-dioxid, ami masszív szmogot eredményezett. A szennyezés jellegzetes, sárgás-feketés színt kölcsönzött a jelenségnek. Mivel a szél egyáltalán nem fújt, így a szmog erőssége hatalmasra növekedhetett.

## Hatása
Noha London lakói már hozzászokhattak a ködhöz, ez súlyosabb és hosszabb ideig tartó volt, mint bármelyik más előtte. A láthatóság alig pár méterre csökkent, ami a járművek vezetését ellehetetlenítette. Emiatt leállt a tömegközlekedés (leszámítva a metrót), ahogy a mentőszolgálat is, így a betegeknek maguknak kellett eljutniuk a kórházba. A szmog olyan erős volt, hogy beltérre is beszűrődött, emiatt felfüggesztették a koncerteket és a filmvetítéseket, valamint a színházi előadásokat, ugyanis azokat is alig lehetett látni. A kültéri sporteseményeket lemondták.
A városközponttól távolabb, ahol a közlekedés hiánya miatt még annyi légmozgás sem volt, mint máshol, a szmog elképesztő méreteket öltött. A látótávolság oly mértékben lecsökkent, hogy az ajtón kilépni is balesetveszélyes volt. Éjszaka még rosszabb volt a helyzet, ugyanis a közvilágítás villanykörtékkel volt megoldva, amelyeknek a fénye nem tudott áthatolni a szmogfelhőn. Az ilyen ködön is áthatoló fénycsöveket csak az 1950-es évek végétől kezdték el használni.
A lakosság nem esett pánikba, hiszen Londonban a köd egyébként sem volt szokatlan. Csakhogy néhány hét elteltével a statisztikákban megjelentek azok a személyek, akik a szmog fennállása következtében haltak meg. Körülbelül négyezer ember halálát rótták fel ennek. A legtöbb áldozat vagy nagyon fiatal, vagy öreg volt, esetleg légzőszervi megbetegedéstől szenvedtek.1953 februárjában Marcus Lipton jelentése a Képviselőházban hatezer halottról szólt, és további 25 ezer olyan emberről, akinek a szmog miatt romlott meg az egészsége.
A halálozás hónapokkal a szmog után is magas volt. Egy jelentés ezt az influenzajárvány számlájára akarta írni, bár ezt sosem fogadták el, és utóbb be is bizonyosodott, hogy ez csak részben volt igaz. A halálesetek jelentős részét a szmogban található részecskék légutakban való lerakódása által keltett szervi elváltozások okozták. Az egészségkárosodás tüdőgyulladás és hörghurut képében jelent meg.
London városa 1954-ben a törvényhozás 1956-ban, majd 1968-ban fogadott el intézkedéseket a légszennyezés csökkentése érdekében. Elsősorban a széntüzelésről gáztüzelésre való átállást szorgalmazták, illetve a széntüzelés megmaradása esetén a koksz használatát, ami alig járt füsttel. A központi fűtés abban az időben még igen ritka volt, és csak a hatvanas évek végén kezdett el széles körben elterjedni. A megtett intézkedések azonban csak nagyon lassan fejtették ki hatásukat, ami azt eredményezte, hogy 1962 decemberében még egy nagy szmog alakult ki.

## Okai
A Texas A&M University által végzett kutatások Peking szennyezett levegőjének vizsgálatával próbálták megállapítani, milyen is lehetett a londoni szmog. Ez alapján megállapították, hogy az időjárási jelenségek és a különféle vegyületek együttes felhalmozódása okozta azt, hogy nagy mennyiségű kénsav képződött a levegőben.

## Megjelenései
A nagy szmog megjelent "A korona" című sorozat 4. epizódjában. A megjelenítése többé-kevésbé megfelelt a valóságnak, azonban a politikai jelentőségét és a kórházakban uralkodó pánik ábrázolását jelentős mértékben kiszínezték.
Ugyancsak szerepel a "Ki vagy, Doki?" egyik rádiójátékában is.

## Forráshivatkozások
1. ↑  Bell, Michelle L, Tony (2004. január 1.). „A retrospective assessment of mortality from the London smog episode of 1952: the role of influenza and pollution.”. Environmental Health Perspectives 112 (1), 6–8. o. ISSN 0091-6765. PMID 14698923.
2. ↑  Wills, Matthew: Old Smoke: London's Famous Fog (amerikai angol nyelven). JSTOR Daily, 2015. augusztus 24. (Hozzáférés: 2020. október 25.)
3. ↑  The Great Smog of 1952 - Met Office Education. web.archive.org, 2014. szeptember 3. [2014. szeptember 3-i dátummal az eredetiből archiválva]. (Hozzáférés: 2020. október 25.)
4. ↑  Met Office Education: Teens - Case Studies - The Great Smog. web.archive.org, 2011. június 5. [2011. június 5-i dátummal az eredetiből archiválva]. (Hozzáférés: 2020. október 25.)
5. ↑  https://archive.org/details/introductiontoen0000maso/page/112
6. ↑  Nigel J. (Nigel John) Mason: Introduction to environmental physics : planet earth, life and climate. Internet Archive.  2001.  ISBN 978-0-7484-0764-4 Hozzáférés: 2020. október 25.
7. ↑  The Killer Fog of '52 (angol nyelven). NPR.org. (Hozzáférés: 2020. október 25.)
8. ↑  „1952: London fog clears after days of chaos”, 1952. december 9. (Hozzáférés: 2020. október 25.) (brit angol nyelvű)
9. ↑  https://static.guim.co.uk/sys-images/Guardian/Pix/pictures/2012/12/4/1354639047931/London-fog-Great-Smog-of--001.jpg
10. ↑  Nutty Slack (Hansard, 16 February 1953). hansard.millbanksystems.com. [2013. május 18-i dátummal az eredetiből archiválva]. (Hozzáférés: 2020. október 25.)
11. ↑  Hunt, Andrew, Bret (2003. július 1.). „Toxicologic and epidemiologic clues from the characterization of the 1952 London smog fine particulate matter in archival autopsy lung tissues.”. Environmental Health Perspectives 111 (9), 1209–1214. o. ISSN 0091-6765. PMID 12842775.
12. ↑  „1962: Choking fog spreads across Britain”, 1962. december 6. (Hozzáférés: 2020. október 25.) (brit angol nyelvű)
13. ↑  Research On Chinese Haze Helps Crack Mystery Of London's Deadly 1952 Fog (angol nyelven). NPR.org. (Hozzáférés: 2020. október 25.)
14. ↑  The Crown: Discover the real Great Smog that brought London to a standstill (angol nyelven). Radio Times. (Hozzáférés: 2020. október 25.)
15. ↑  3.3. Doctor Who: The Creeping Death - Doctor Who - The Tenth Doctor Adventures - Big Finish. www.bigfinish.com. (Hozzáférés: 2020. október 25.)

## Fordítás
Ez a szócikk részben vagy egészben  a   Great Smog of London című angol Wikipédia-szócikk ezen változatának fordításán alapul.  Az eredeti cikk szerkesztőit annak laptörténete sorolja fel. Ez a jelzés csupán a megfogalmazás eredetét és a szerzői jogokat jelzi, nem szolgál a cikkben szereplő információk forrásmegjelöléseként.